# Doudrac
Doudrac – miejscowość i gmina we Francji, w regionie Nowa Akwitania, w departamencie Lot i Garonna.
Według danych na rok 1990 gminę zamieszkiwało 97 osób, a gęstość zaludnienia wynosiła 11 osób/km² (wśród 2290 gmin Akwitanii Doudrac plasuje się na 1079. miejscu pod względem liczby ludności, natomiast pod względem powierzchni na miejscu 1147.).